# Textur (Kristallographie)

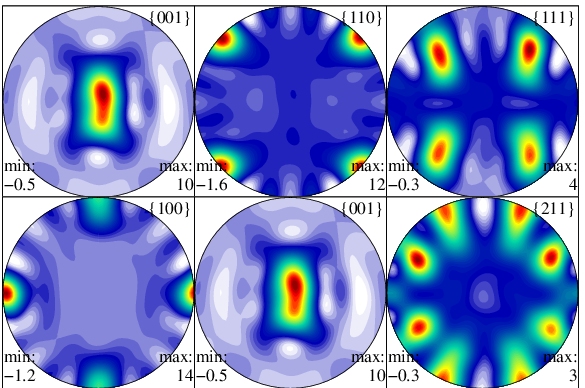
Textur: Polfiguren von gamma-TiAl in einer alpha2-gamma-Zweiphasenlegierung

Unter Textur versteht man in der Kristallographie die Gesamtheit der Orientierungen der Kristallite eines vielkristallinen Festkörpers.
Aus ihr ergeben sich insbesondere folgende Anisotropien:
- die Anisotropie der mechanischen Verformbarkeit vieler metallischer Werkstoffe
  - z. B. die Zipfelbildung beim Tiefziehen von Blech
- die Anisotropie der magnetischen Eigenschaften
  - einiger weichmagnetischer Werkstoffe
    - z. B. kornorientiertes Dynamoblech

  - einiger hartmagnetischer Werkstoffe
    - z. B. anisotrope Alnico-Magnete
    - Samarium-Cobalt-Legierungen
    - anisotrope Neodym-Eisen-Bor-Legierungen
    - hartmagnetische Ferrite.

## Einfluss auf Werkstoffeigenschaften
Eigenschaften wie z. B. die folgenden können stark von der Textur des Werkstoffes und der damit verbundenen Mikrostruktur abhängen.:
- Festigkeit
- chemische Reaktivität
- Korrosionsbeständigkeit
- Bruchzähigkeit
- Schweißbarkeit
- Verformungsverhalten
- Beständigkeit gegen Strahlungsschäden
- magnetische Suszeptibilität.

Die Entwicklung ungünstiger Texturen bei der Herstellung oder dem Einsatz des Werkstoffes kann Schwächen ausprägen oder zu Ausfällen führen. Folglich kann die Berücksichtigung der Textur bei der Auswahl des Werkstoffes und der Umformmethoden entscheidend sein. Auch nach einem Materialversagen kann die ausgebildete Textur bei der Interpretation der Fehleranalysedaten helfen.
Sind die Kristallite völlig regellos verteilt, so hat der Werkstoff isotrope Eigenschaften, d. h. gleiche Eigenschaften in allen Raumrichtungen.
Bei Erstarrungsvorgängen kommt es häufig zu einem gerichteten Wachstum der Kristallite, im Grenzfall sogar zur Einkristallbildung. Auch durch Umformen eines Werkstoffs wie Kaltwalzen oder Ziehen werden Texturen erzeugt, bei hartmagnetischen Werkstoffen werden pulverförmige Kristallite durch Magnetfelder während des Sintervorganges ausgerichtet. Bei Tiefziehstählen wird das würfelförmige Kristallgitter möglichst so ausgerichtet, dass eine Raumdiagonalenrichtung des Würfels in Walzrichtung zeigt. Kornorientiertes Dynamoblech hat mit einem Fehlorientierungswinkel von unter 3° eine sehr scharfe Textur, die nach ihrem Entdecker benannte Goss-Textur {110}<100>. Hierbei zeigt die magnetisch leichte Richtung, eine Würfelkante, in Walzrichtung und eine Flächendiagonale des Würfels in Querrichtung.

## Geschichte
Obwohl bereits im 19. Jahrhundert der Texturcharakter vieler Gesteine bekannt war (z. B. beim Schiefer), erfuhr ihre genauere Analyse einen entscheidenden Auftrieb durch die Entdeckung der Röntgenbeugung durch Laue 1912. Die Filmverfahren erlaubten zunächst die Abbildung von Polfiguren, aus denen die Vorzugsorientierungen (Ideallagen) abgeschätzt wurden. Durch die Entwicklung von Zählrohrdetektoren und den Einsatz von Neutronenquellen in Forschungsreaktoren konnten die Polfiguren wesentlich genauer bestimmt werden. Neuere Verfahren nutzen 2D-Detektoren, Synchrotronstrahlung, Vieldetektoren–Flugzeitmassenspektrometer und Elektronenbeugung in Rasterelektronenmikroskopen.
In den 1960er Jahren wurde die quantitative Beschreibung der Textur durch die Orientierungsdichteverteilungsfunktion (ODF) entwickelt.

## Messung
Die Orientierung eines Kristalls kann aufgrund von Beugung einer einfallenden Welle an den Gitterebenen bestimmt werden. Nach der Bragg-Gleichung lässt sich einer einfallenden monochromatischen Strahlung und dem Gitterparameter der Gitterebene ein Winkel zuordnen.
Ein Texturgoniometer für Röntgenbeugung nimmt die Peaks der korrespondierenden Gitterebenen im 2θ-Spektrum auf und rotiert die Probe zusätzlich um zwei weitere Winkel φ und ω. Mithilfe von Softwaretools wird die Zählrate der Spektra normiert, in Euler-Winkel überführt und die Orientierungsdichteverteilungsfunktion (ODF) berechnet.
Die Polfiguren dieser ODF für die jeweiligen äquivalenten Gitterebenen im hexagonalen Kristallsystem sind im oben gezeigten Bild dargestellt. Eine Intensität von 1 in der Polfigur entspricht einer Verteilung ohne Vorzugsorientierung. Die Texturintensität wird in Vielfachen dieser "zufälligen" Verteilung gemessen.
Texturmessungen mit Elektronen- (EBSD) oder Neutronenstrahlung sind genauer als mit Röntgenstrahlung, jedoch auch aufwändiger und bilden ein kleineres Volumen des Materials ab.